# Besitzauflassung

Illustration der Besitzauflassung
Der Besitz an der Sache (Dreieck) bzw. der Besitzer bleibt unverändert, das Eigentum an der Sache (Quadrat) wechselt zum Besitzer

Die Besitzauflassung (lat. brevi manu traditio oder traditio brevi manu, dt. „Übergabe kurzer Hand“) ist eine besondere Vereinbarung bei Eigentumsübertragung bzw. Eigentumserwerb an beweglichen Sachen im Sachenrecht Österreichs.
Wesentlicher Kern der Bestimmung ist, dass der Erwerber (und Nicht-Eigentümer, aber Besitzer) Eigentum an einer Sache ohne Ortsveränderung derselben vom Veräußerer (und Eigentümer, aber Nicht-Besitzer) erwirbt. Zum Zeitpunkt des Eigentumsübertritts befand sich die Sache schon beim Erwerber (hatte also schon Besitz an der Sache), erlangte aber erst nachträglich Eigentum.
Die Bestimmung ist im österreichischen Recht im § 428 2. Alternative ABGB normiert.

## Im Recht Deutschlands
Im Recht Deutschlands findet sich die entsprechende Regelung dazu im § 929 Satz 2 BGB, wobei die Bezeichnungen Übereignung kurzer Hand, traditio brevi manu oder brevi manu traditio benutzt werden.

## Im Römischen Recht
Ein Fall der „brevi manu traditio“ wird ebenfalls in der Zeit der Frühklassik angesiedelt, beschrieben in den spätantiken Digesten: danach sollte dem Inhaber einer Sache, die er bereits im Besitz hatte, das Eigentum übertragen werden. Durch den Wegfall des sonst notwendigen Eigentumsübertragungsvorgangs genügte eine bloße Abmachung über den Eigentumswechsel.